# Thomas Meyer (Politiker, 1970)
Thomas Meyer (* 11. Dezember 1970 in Enger) ist ein deutscher Kommunalpolitiker (SPD). Seit 2015 ist er Bürgermeister der ostwestfälischen Stadt Enger.

## Leben
Thomas Meyer absolvierte sein Studium mit den akademischen Graden des Diplom-Verwaltungswirts sowie des Diplom-Verwaltungsbetriebswirts.
Er ist verheiratet und hat zwei Kinder. Zudem ist er Anhänger des Bundesligisten Borussia Mönchengladbach.

### Politischer und beruflicher Werdegang
Er trat 1989 der SPD bei und nahm verschiedene Funktionen im Vorstand des Ortsvereins Enger wahr. Außerdem war er ab 1994 als sachkundiger Bürger in mehreren Ausschüssen der Stadt Enger Mitglied.
1997 begann Meyer in der Kämmerei der Stadt Lübbecke zu arbeiten, wo er als stellvertretender Kämmerer und Leiter des Fachbereichs Finanzen tätig war. Parallel dazu wurde Thomas Meyer 2009 Mitglied des Engeraner Stadtrates, in dem er den Vorsitz der SPD-Fraktion übernahm.
Im Juli 2013 beendete Thomas Meyer seine Tätigkeiten bei der Stadt Lübbecke und übernahm im Oktober desselben Jahres die Geschäftsführung der Volkshochschule Minden/Bad Oeynhausen in Minden.

### Bürgermeisteramt in Enger
Am 13. September 2015 setzte sich Thomas Meyer mit 52 Prozent der Stimmen im ersten Wahlgang der Bürgermeisterwahl in Enger durch und wurde damit der Nachfolger von Klaus Rieke (ebenfalls SPD).
Bei der Bürgermeisterwahl am 13. September 2020 erreichte Thomas Meyer mit 46,4 % der Stimmen die relative Mehrheit und setzte sich in der anschließenden Stichwahl am 27. September mit 53,45 % gegen Philip Kleineberg von der CDU durch.